# Belesat
Belesat is een stuwmeer in Ethiopië. Het ligt in Enticho, een woreda (regio) van Tigray. De aarden dam werd gebouwd in 1997 door de Relief Society of Tigray.

## Eigenschappen van de dam
- Hoogte: 15 meter
- Lengte: 308 meter
- Breedte van de overloop: 19 meter

## Capaciteit
- Oorspronkelijke capaciteit: 428 028 m³
- Ruimte voor sedimentopslag: 60 000 m³
- Oppervlakte: 7,4 ha

In 2002, werd de levensverwachting (de periode tot opvulling met sediment) van het stuwmeer geschat op 15 jaar.

## Irrigatie
- Gepland irrigatiegebied: 32 hectare
- Effectief irrigatiegebied in 2002: 20 hectare

## Omgeving
Het stroomgebied van het reservoir is 4,8 km² groot, met een omtrek van 9,62 km en een lengte van 3670 meter. Het reservoir ondergaat snelle sedimentafzetting. De gesteenten in het bekken zijn zandsteen van Adigrat en zandsteen van Enticho. Een deel van het water gaat verloren door insijpeling; een positief neveneffect hiervan is dat dit bijdraagt tot het grondwaterpeil.